# Trésor de Torredonjimeno
Le trésor de Torredonjimeno est un trésor wisigoth composé de couronnes votives offertes à l'Église par les souverains. Il possède des similitudes avec le Trésor de Guarrazar bien qu'un peu plus grossier. Il est probable que les couronnes furent dédiées aux saintes Juste et Rufina.
Le trésor se trouve dispersé actuellement entre les musées archéologiques de Madrid, et ceux de Barcelone et de Cordoue.

## Histoire
Il a été trouvé en 1926 à Torredonjimeno, province de Jaén, près de l'actuel Ermitage de la Vierge de Consolation, dans une oliveraie, à 2 km du village, par un paysan qui travaillait dans un champ. Ce dernier, pensant que les pièces n'avaient pas de valeur, les donna à des enfants qui ont joué à démonter les bijoux. Après avoir été acquis, on perd la trace du trésor qui réapparait dispersé dans les années 1940.

### Sources
- (es) Cet article est partiellement ou en totalité issu de l’article de Wikipédia en espagnol intitulé « Tesoro de Torredonjimeno » (voir la liste des auteurs).